# Иннокентий (Фигуровский)
Митрополи́т Инноке́нтий (кит. 英诺肯提乙, в миру Ива́н Аполло́нович Фигуро́вский, кит. 非古罗夫斯基; 22 февраля [6 марта] 1863, Паново, Енисейская губерния — 28 июня 1931, Пекин) — епископ Русской православной церкви; в 1902—1918 годы титулярный епископ Переяславский, викарий Владимирской епархии, Начальник 18-й Русской духовной Миссии в Пекине; с 1918 — епископ Пекинский и Китайский; с 1921 года — архиепископ, с 1928 года — митрополит. Синолог, создатель самого большого по объёму китайско-иноязычного словаря начала XX века (более 16 000 иероглифов).

## Биография
Родился 22 февраля (6 марта) 1863 года в семье священника Кирико-Иулитинской церкви села Пановского Кежемской волости Енисейского округа Енисейской губернии (ныне село Паново Кежемского района Красноярского края). В 1878 году окончил Красноярское духовное училище, в 1882 году — четыре класса Томской духовной семинарии, после чего служил псаломщиком при Балахтинской Введенской церкви Ачинского округа.
В ноябре 1883 года женился на дочери священника Анне Петровне Симоновой. В 1884 году рукоположён во священника и назначен настоятелем Свято-Ильинской (Пророко-Ильинской) церкви в селе Дербинское недалеко от города Балахта Енисейской губернии. В 1885 году был переведён в Покровскую церковь села Верхне-Кужебарское недалеко от границы России с Китаем.
Овдовев через год, продолжил обучение в Санкт-Петербурге. Во время учёбы в Санкт-Петербургской академии в 1890 году принял монашество. В 1892 году окончил Петербургскую академию со степенью кандидата богословия и был назначен смотрителем Александро-Невского духовного училища. В 1894 году возведён в сан архимандрита и назначен ректором Санкт-Петербургской духовной семинарии и настоятелем второклассного монастыря. В 1895 году был назначен в миссионерский Покровский монастырь в Москве.

### Служение в Китае
С 3 октября 1896 года — начальник 18-й Русской духовной Миссии в Пекине. В Китай отправился через Западную Европу, посетил несколько миссионерских учреждений в Лондоне, единственный протестантский миссионерский монастырь в Оксфорде, ознакомился с работой миссионерской семинарии в Париже, готовившей специалистов для работы на Дальнем Востоке, осмотрел монастырь траппистов в Риме. Посетил также Афон, а также Палестину. В марте 1897 года прибыл в Пекин.
В 1900 году восстанавливал разрушенное боксерским восстанием хозяйство Русской духовной Миссии в Пекине.
Царским указом от 6 апреля 1902 года, как начальник Российской духовной миссии в Пекине, получил сан епископа с присвоением наименования «Переславский», в соответствии с наименованием первого епископа, назначенного в Китай ещё в 1721 году; 3 июня 1902 года в Санкт-Петербурге был рукоположён в сан епископа с титулом Переяславский, — викарий Владимирской епархии.
Много сделал для развития Православия в Китае в трудное для служения время. В 1903 году основал в Пекине первую в Китае женскую православную монашескую общину из приглашенных им насельниц Красноярского Знаменского женского монастыря.
Указом Святейшего Синода от 29 мая 1903 года было определено подчинить духовенство и православное население Северной Маньчжурии ведению епископа Иннокентия как начальника Российской духовной миссии в Пекине. В октябре 1903 года он начал объезд епархии по КВЖД, совершая богослужения как в храмах на всем протяжении дороги, так и в залах 3 класса на крупных станциях.
Успехи православного духовенства в Пекине сильно беспокоили светских чиновников из окружения российского посланника в столице Китая. «Они „относились враждебно к личности епископа, будучи убеждены, что епископ будет держать себя в отношении светской власти независимо, как равный с равными, но не подчиненный“. Следствием сложившейся ситуации стало постоянное содействие дипломатов бродяжничеству монахов», а также выдвижение ряда ложных обвинений против Иннокентия в Святейшем Синоде. В 1907 году весь район КВЖД — большая часть паствы, богатейшая часть епархии и уже почти русский город Харбин — были отторгнуты и переданы в ведение епископа Владивостокского. Главным ходатаем об этом называли начальника охранных войск железной дороги.
Наряду с церковной деятельностью, он много внимания уделял синологии. Под его редакцией был подготовлен и в 1909 году в типографии Успенского монастыря в Пекине издан «Полный китайско-русский словарь» в 2-х томах. Владыка уделял большое внимание пополнению богатой библиотеки Миссии, к концу его жизни в ней хранилось ок. 4000 томов богословских и филологических трудов. В неё присылала свои синологические издания Императорская Академия Наук в Санкт-Петербурге. И созданный им журнал «Китайский благовестник» пользовался его неизменным вниманием и поддержкой вплоть до его кончины в 1931 году. Знаток китайского языка и переводчик богословских книг. К нему обращались китайские профессора за разъяснением непонятных иероглифов. Составил русско-китайский словарь.
Забота о бежавших из России стала главной задачей Российской Духовной Миссии в Китае, существенно изменив приоритеты в её деятельности. В 1919 году на территории Китая были закрыты все православные миссионерские станы.
В 1920 году он встречал в Пекине тела алапаевских мучеников и вёл переговоры о возможности их погребения на территории Духовной миссии. Однако в погребении на территории миссии было отказано и тела поместили в склепе на кладбище Русской духовной миссии за городской чертой.
Весной 1921 года был возведён в сан архиепископа. В 1922 году определением Зарубежного Синода была образована Пекинская и Китайская епархия, в связи с чем он получил титул «Пекинский и Китайский».
Чтобы хоть как-то улучшить материальное положение русских беженцев архиепископ Иннокентий отдал им в долгосрочное пользование большую часть имущества Миссии. Эмигранты основали два паевых товарищества: «Восточное Просвещение» и «Восточное хозяйство». Товарищества эти не имели успеха. Для ликвидации неудачных предприятий миссии пришлось уплатить 30000 долларов США. Монастырское имущество в Пекине было захвачено и расхищалось преемниками упомянутых выше «товариществ». Владыка Иннокентий вынужден был вести множество тяжб по вопросам о собственности миссии.
Так, во время подписания советско-китайского договора от 31 мая 1924 года Миссия была поставлена под угрозу лишиться всего имущества как якобы собственности советского государства. Но начальнику миссии удалось доказать китайским властям, что законным владельцем имущества являлась Церковь в лице Российской духовной миссии в Китае.
В 1928 году возведён в сан митрополита.
Не было единомыслия и среди клириков миссии и Харбинской епархии; 7 декабря 1928 года протоиерей Александр Пиняев, ушедший за штат Пекинской епархии, писал в Париж одному из виднейших иерархов русского зарубежья, митрополиту Евлогию (Георгиевскому): «… Не прекращающиеся судебные тяжбы архиепископа Иннокентия со многими русскими резидентами в Пекине, Шанхае и других городах Китая, особенно за последние 8 лет, довели Российскую Духовную Миссию в Пекине до полного разорения и нищеты… Пекинская Миссия — это фикция. Никаких просветительных и благотворительных учреждений здесь не имеется, здания полуразрушены, вид печальный».
Скончался 28 июня 1931 года. Похоронен был в склепе церкви Всех Святых Мучеников на территории Духовной миссии.

## Труды
- Полный китайско-русский словарь составленный по словарям: Чжайльса, Архимандрита Палладия (П. С. Попова) и другим, под редакцией Епископа Иннокентия. В двух томах. Пекин, 1909. (количество иероглифов 16 845)
- Краткий катехизис, составленный на русском и китайском языках для кит. катехизаторов Епископом Иннокентием. — Пекин, 1913.
- Краткая история Русской Православной Миссии в Китае, составленная по случаю исполнившегося в 1913 году 200-летнего юбилея её существования. — Пекин. — 1916.
- О Церкви. — Пекин, 1925.
- Открытое письмо Евлогию, архиепископу Волынскому, временно исправляющему в Западной Европе викария Парижской епархии. — Пекин. — 1927. — 12 С.
- Открытое письмо всем верным чадам Церкви Христовой, держащимся православного календаря и преданий Святой Кафолической Церкви // Церковный вестник. — 1929.
- Почему христиане празднуют воскресенье, а не субботу (Ответ адвентистам седьмого дня). — Харбин, 1930. 72 с. (Репринт — Сторожинец: Свято-Преображенская церковь, 2000. — 72 с.).